# Сред дивата пустош
„Сред дивата пустош“ (на английски: Into the Wild) е книга, написана от американския писател Джон Кракауер през 1996 г. която му осигурява репутацията на приключенски автор. Произведението се задържа повече от два месеца в листата на бестселърите на Ню Йорк Таймс. Книгата разказва историята на Крис МакКендълс —- млад мъж, който живее със семейството си на Източния бряг на САЩ. След завършване на колежа, той дарява всичките си пари, сменя името си на Александър Супертрамп (Aleksander Supertramp) и започва своето приключение в Американския север. Две години по-късно е намерен мъртъв в Аляска. Книгата е написана по действителен случай. В книгата си Кракауер прави паралел между своите преживявания и мотивация и тази на Крис МакКендъл. Направена е и филмова адаптация на книгата с режисьор Шон Пен. Премиерата на филма е 21 септември 2007 г. Българското заглавие на филма е „Сред дивата природа“.